# Berville (Sena Marítim)
Berville és un municipi francès situat al departament del Sena Marítim i a la regió de Normandia. L'any 2007 tenia 542 habitants.

## Demografia

### Població
El 2007 la població de fet de Berville era de 542 persones. Hi havia 200 famílies de les quals 32 eren unipersonals (4 homes vivint sols i 28 dones vivint soles), 68 parelles sense fills, 84 parelles amb fills i 16 famílies monoparentals amb fills.
La població ha evolucionat segons el següent gràfic:
Habitants censats

### Habitatges
El 2007 hi havia 230 habitatges, 199 eren l'habitatge principal de la família, 15 eren segones residències i 15 estaven desocupats. 229 eren cases i 1 era un apartament. Dels 199 habitatges principals, 166 estaven ocupats pels seus propietaris, 28 estaven llogats i ocupats pels llogaters i 5 estaven cedits a títol gratuït; 3 tenien una cambra, 4 en tenien dues, 31 en tenien tres, 61 en tenien quatre i 101 en tenien cinc o més. 186 habitatges disposaven pel capbaix d'una plaça de pàrquing. A 90 habitatges hi havia un automòbil i a 99 n'hi havia dos o més.

### Piràmide de població
La piràmide de població per edats i sexe el 2009 era:
| Homes | Edats   | Dones |
| ----- | ------- | ----- |
| 0     | 95 o +  | 0     |
| 8     | 90 a 94 | 0     |
| 0     | 85 a 89 | 0     |
| 0     | 80 a 84 | 4     |
| 4     | 75 a 79 | 0     |
| 16    | 70 a 74 | 0     |
| 20    | 65 a 69 | 12    |
| 4     | 60 a 64 | 24    |
| 12    | 55 a 59 | 12    |
| 4     | 50 a 54 | 16    |
| 28    | 45 a 49 | 28    |
| 20    | 40 a 44 | 20    |
| 24    | 35 a 39 | 12    |
| 20    | 30 a 34 | 28    |
| 12    | 25 a 29 | 8     |
| 12    | 20 a 24 | 4     |
| 32    | 15 a 19 | 16    |
| 4     | 10 a 14 | 40    |
| 32    | 5 a 9   | 8     |
| 20    | 0 a 4   | 4     |

## Economia
El 2007 la població en edat de treballar era de 352 persones, 262 eren actives i 90 eren inactives. De les 262 persones actives 241 estaven ocupades (127 homes i 114 dones) i 22 estaven aturades (12 homes i 10 dones). De les 90 persones inactives 37 estaven jubilades, 24 estaven estudiant i 29 estaven classificades com a «altres inactius».

### Ingressos
El 2009 a Berville hi havia 197 unitats fiscals que integraven 544 persones, la mediana anual d'ingressos fiscals per persona era de 17.170 €.

### Activitats econòmiques
Dels 17 establiments que hi havia el 2007, 2 eren d'empreses de construcció, 4 d'empreses de comerç i reparació d'automòbils, 1 d'una empresa de transport, 2 d'empreses d'hostatgeria i restauració, 5 d'empreses de serveis i 3 d'empreses classificades com a «altres activitats de serveis».
Dels 2 establiments de servei als particulars que hi havia el 2009, 1 era una lampisteria i 1 empresa de construcció.
L'any 2000 a Berville hi havia 14 explotacions agrícoles que ocupaven un total de 462 hectàrees.

## Equipaments sanitaris i escolars
El 2009 hi havia una escola elemental integrada dins d'un grup escolar amb les comunes properes formant una escola dispersa.

## Poblacions més properes
El següent diagrama mostra les poblacions més properes.